# Pycnarmon argyria
Pycnarmon argyria is een vlinder van de familie van de grasmotten (Crambidae). De wetenschappelijke naam van deze soort is voor het eerst voorgesteld als Zebronia argyria door Arthur Gardiner Butler in een publicatie uit 1879.
De soort komt voor in Japan.